# Irreguláris fegyveres erő

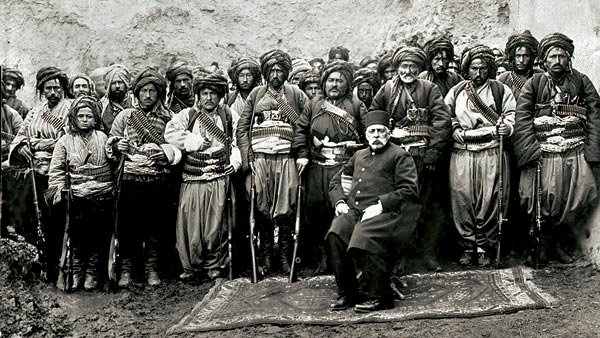
Török irreguláris csapatok az 1870-es években Bulgáriában

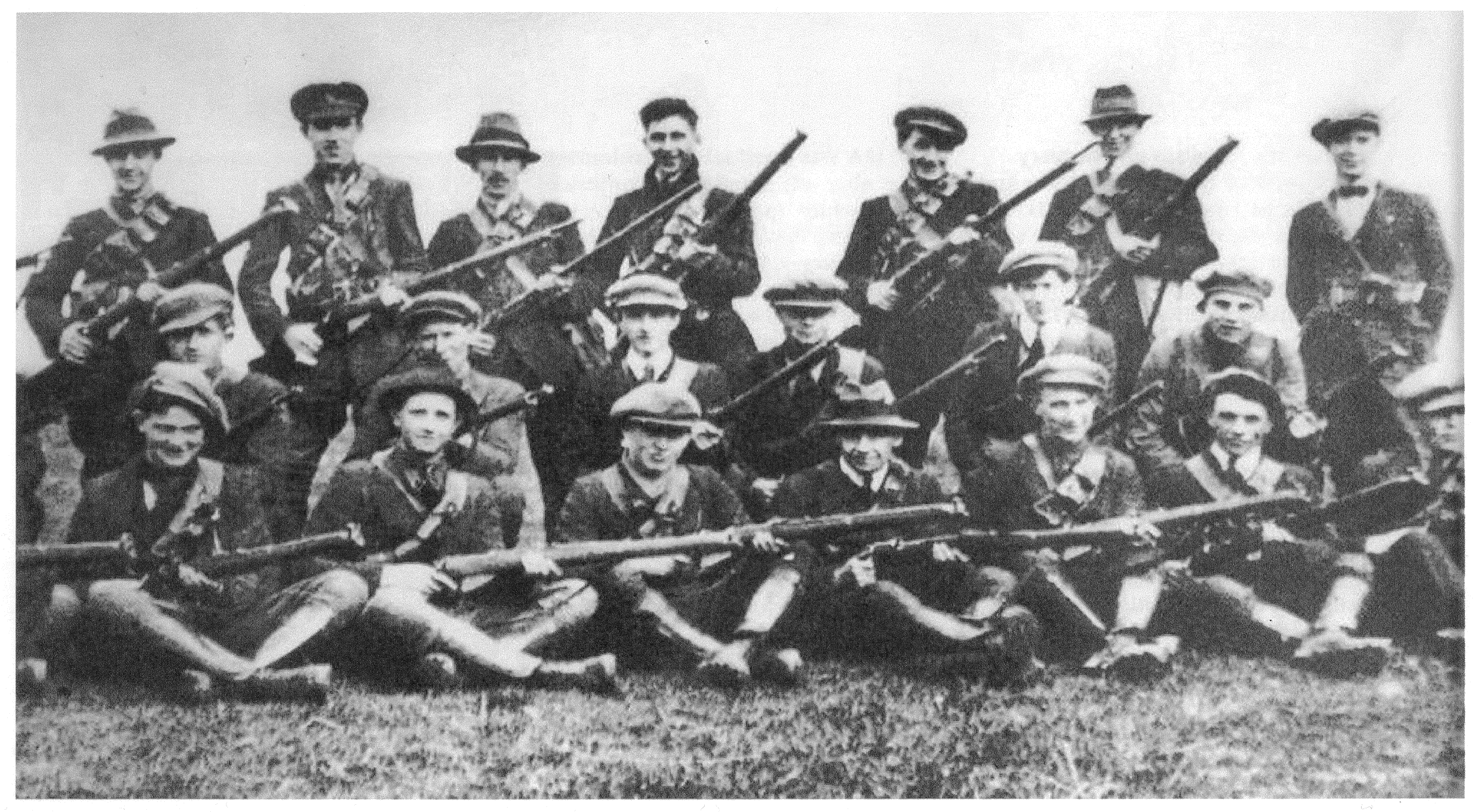
Az Ír Köztársasági Hadsereg tagjai 1920 körül

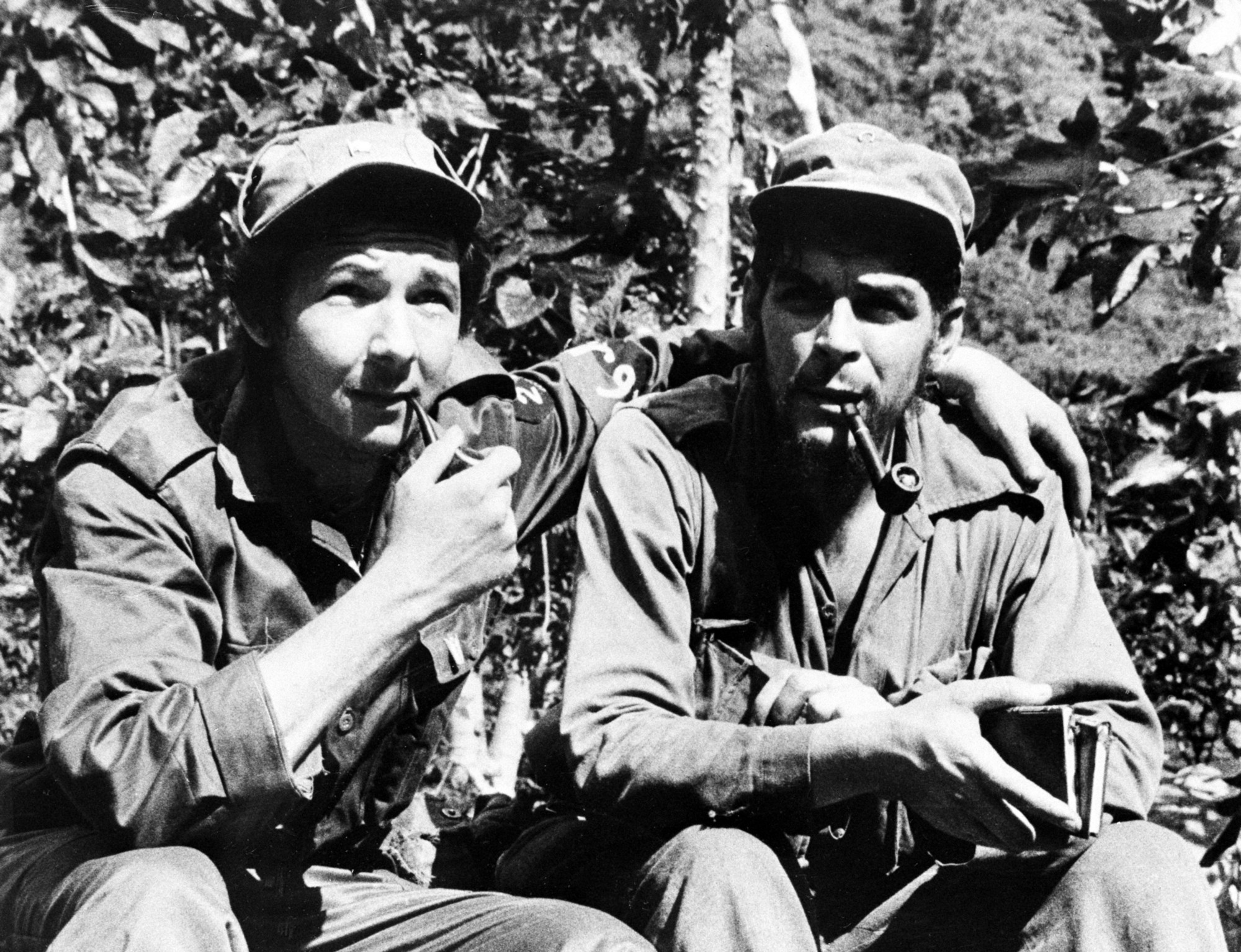
Raúl Castro és Che Guevara 1958-ban, a kubai forradalom idején

Az irreguláris fegyveres erők olyan fegyveres csoportok, amelyek nem tartoznak állandó katonai szervezethez. A reguláris fegyveres erőktől számos ponton, így a vezénylés, a fegyelem, a hadkiegészítés, a kiképzés, fegyverzet, az öltözet, a szolgálati idő szempontjából lényegesen különböznek.

## Története
A történelem során sokáig csak irreguláris fegyveres erők léteztek, az ősközösségi társadalom törzsi erői formájában. A hadrakelt emberek sokáig saját maguk gondoskodtak fegyvereikről, élelmezésükről.
Az irreguláris erők fogalma a reguláris, állami hadseregek megjelenésével különült el az általában vett fegyveresektől. Közéjük tartoztak a felkelők, a magánhadseregek, a nagyobb rablóbandák, a zsoldosok – amennyiben utóbbiak nem a reguláris erőkhöz csatlakoztak.
Az irreguláris katonai erők többek között működhettek a reguláris hadsereg kiegészítő erőjeként, mint például az oszmán hadseregben, illetve gerilla-hadviselés keretében, partizánokként. 
A tengeri hadviselésben irreguláris erők a kalózok illetve a privatérok, azaz az állami engedéllyel kalózkodó egységek.
Az irreguláris erők harcászatára jellemzők a nyitott szárnyak, az ellenség hátában folytatott portyázás.
Az 1990-es években jugoszláv polgárháborúban különösen nagy számban tevékenykedtek különböző irreguláris erők.

## Modern jogi helyzet
A hadijoggal foglalkozó 1949. évi genfi egyezményekben az irreguláris erőkről is megállapodás született. Eszerint az irreguláris erőkhöz tartoznak a szervezett fegyveres csoportok és egyéb önkéntes csapattestek, a megszállók ellen tevékenykedő ellenállási mozgalmak és a benyomuló csapatokkal szembeszálló polgári lakosság.